# シュチェルビェツ
シュチェルビェツ（ポーランド語: Szczerbiec）は、1320年から1764年までポーランド王の戴冠式に使われていた儀礼剣。クラクフのヴァヴェル城博物館で、中世ポーランドのクラウンジュエルとしては唯一保存展示されている剣でもある。ポーランドの宝剣としては他に、グルンヴァルトの戦いで敵から贈られた二振りの剣があったが、こちらは失われている。

## 語源
名前の由来は、剣中央部の窪みの形状、ポーランド語で「ギザギザ」をあらわす「szczerba」から来ている。